# خاردارماهی تیغ‌دراز
خاردارماهی تیغ‌دراز (نام علمی: Tragulichthys jaculiferus) نام یک گونه از تیره خارپشت‌ماهیان است.